# ナビゲイター (映画)
『ナビゲイター』（原題: Flight of the Navigator）は、1986年のアメリカ合衆国の映画。
8年間の行方不明のすえ、成長しないままの姿で発見された少年と、時を同じくしてアメリカ航空宇宙局（NASA）で調査されていた謎のUFOを巡るSFファンタジー。
コメディアンのポール・ルーベンスが「ポール・モール」という変名で声優として出演している。

## ストーリー
フロリダ州フォートローダーデール。1978年7月4日夜。12歳の少年デビッド・フリーマンは、4歳下の弟・ジェフを迎えに自宅近くの森へ入った際、崖で足を踏みはずして気を失った。意識を取り戻したデビッドが家に帰ると、そこには見知らぬ人々が住んでいた。警察に保護されたデビッドがパトカーで覚えのない住宅に護送されると、年老いた両親が彼を出迎えた。検査のため病院に搬送されたデビッドの前に、16歳になったジェフが現れ、1枚のビラを見せる。それは行方不明になったデビッドの情報を求めるものだった。ジェフはデビッドに、現在が8年後の1986年であることを伝えた。一方その頃、謎のUFOが送電鉄塔に激突し、周囲に停電とパニックをもたらしていた。ファラデー博士率いるNASAの研究チームがUFOを持ち帰り、内部の調査をしようとしたが、どのような力を加えても扉を開くことができなかった。
病院でデビッドの脳波を解析すると、彼の意志とは無関係に二進法による電子データのような波形が検出された。画像解析すると、未知の言語や、奇妙な立体のようなものが表示された。その奇妙な立体の形状は、NASAが収容したUFOの形状と一致していた。通報を受けたファラデー博士は驚き、すぐにフリーマン家に接近し、「48時間だけ預からせてください」という口約束でデビッドを連行した。NASAでさらに詳細な脳波分析を行うと、デビッドの意志と無関係に、英語の文字列と、地球では未知の星図が表示された。脳波は、デビッドが1978年7月4日以降、地球から数万光年離れた「ファイロン星」に滞在していたことを示した。ファラデー博士は「何かの理由で長大な距離を光速よりも速く移動したことで、彼の体感が数時間のまま、地球に対する時間の遅れが生じたのだろう」と推測した。
研究所内で監禁状態に置かれたデビッドの頭の中に、「助けてくれ」という声が聞こえた。デビッドは声に応じ、声が謎の力で操作する食事運搬ロボットに隠れて、UFOの格納庫へたどり着いた。デビッドがUFOに近づくと、NASAの誰も開けることができなかったUFOの扉が開いた。UFOは無人で、声の主は、大きなライトの付いたロボットアームのような形状のインターフェイスを持つ人工知能だった。人工知能はデビッドに「星図を含む操縦データを君の脳に格納している。君の力がなければ動くことはできない」と告げた。床から現れた座席にデビッドが腰掛けると、UFOは高速でNASAを脱出した。人工知能はトライマクシオン・ドローン・シップ（Trimaxion Drone Ship）を名乗り、UFOの目的が宇宙全体での生物の観察であることを明かした。UFOは採集した生物を一時ファイロン星に持ち帰って分析し、追跡調査のために、大抵の生物の脳内にある未使用領域に星図のデータを収録したうえで、もとの場所に戻すことが業務だった。人工知能は1978年、地球生物の調査サンプルにデビッドを選び、地球とファイロン星を行き来する間に8年が経過したのだった。UFOはその帰途に送電鉄塔に激突し、その際に星図データが消失したため、デビッドが乗り組むことなしには動くことができなくなっていた。
星図データ復帰のため、デビッドの脳内のデータをコピーした人工知能は、デビッドの記憶も一緒に入力したため、口調が砕けた調子になる。デビッドは彼を「マックス」と呼ぶことに決めた。マックスは採集中の宇宙生物たちをデビッドに見せた。その中に彗星衝突によって全滅した「パックマレン」の最後の生き残りがいた。帰る星を失ったパックマレンはUFOの中でずっと飼われていたのだった。デビッドはパックマレンを抱きしめ、混乱の中にある自分の境遇を重ね合わせた。
デビッドはフォートローダーデールに帰ろうとするが、デビッドの記憶から生成された星図の中には地球内の地図がなく、UFOは道に迷ってしまう。公衆電話でフリーマン家に電話をかけたデビッドは「何か空から見える合図をしてくれ」とジェフに告げる。その頃、NASAに地球侵略を疑われたフリーマン家は、たくさんの職員に自宅に踏み込まれ、軟禁状態に置かれていた。ジェフは、デビッドが行方不明になった夜に家族で遊ぶはずだった花火を見つけ、屋根の上から打ち上げる。フリーマン家を見つけることができたデビッドは、UFOを着陸させるが、フリーマン家を囲む緊急車両やNASAの職員たちを見て、UFOの中に引き返し、マックスに「やっぱり僕の帰る家はここじゃない。1978年だ」と告げる。マックスは「地球の生物にとって時間をさかのぼることは消滅の危険がある」と反対するが、デビッドは「賭けてみるよ」と決意し、ワープに身を委ねた。
意識を取り戻したデビッドが家に帰ると、見覚えのある姿の両親と、幼いままのジェフが花火で遊んでいるところだった。デビッドは両親に見えないところで、ジェフにパックマレンを見せ、いたずらっぽく笑った。

## キャスト
| 役名                         | 俳優                     | 日本語吹替                        | 日本語吹替                       |
| 役名                         | 俳優                     | 日本テレビ版                      | VOD版                            |
| ---------------------------- | ------------------------ | --------------------------------- | -------------------------------- |
| デビッド・フリーマン         | ジョーイ・クレイマー     | 藤田淑子                          | 竹内順子                         |
| マックスの声                 | ポール・モール           | 石田太郎                          | 大南宏                           |
| ビル・フリーマン             | クリフ・デ・ヤング       | 樋浦勉                            |                                  |
| ヘレン・フリーマン           | ヴェロニカ・カートライト | 駒塚由衣                          | 福満薫                           |
| キャロリン                   | サラ・ジェシカ・パーカー | 海野けい子                        | きむらゆり奈                     |
| ジェフ・フリーマン（少年時） | アルビ・ウィテカー       | 鈴木富子                          | 門田紗季                         |
| ジェフ・フリーマン（青年時） | マット・アドラー         | 堀川亮                            | 吉川晋                           |
| ファラデー博士               | ハワード・ヘスマン       | 阪脩                              | 金成千洋                         |
| トロイ                       | ロバート・スモール       | 小島敏彦                          |                                  |
| カー医師                     | ジョナサン・サンガー     | 山野史人                          |                                  |
| ハワード氏                   | リチャード・リバティー   | 幹本雄之                          |                                  |
| バンクス警部                 | レイモンド・フォーチオン | 大滝進矢                          | 藤枝どんぐり                     |
| 夜警ブライトン               | テッド・バルジュ         | 牛山茂                            |                                  |
| その他                       | N/A                      | 高木早苗 速見圭 目黒裕一 達依久子 | ハスヌマミホ 小松叶 藤枝どんぐり |

- テレビ版：初回放送1989年7月24日 日本テレビ深夜映画枠 ※キングレコードより発売のHDリマスターDVD・Blu-rayに収録。

## スタッフ
- 監督：ランダル・クレイザー
- 製作：ロビー・ウォルド、ディミトリ・ヴィラード
- 製作総指揮：ジョナサン・サンガー、マーク・デーモン、ジョン・ハイド
- 原案：マーク・H・ベイカー
- 脚本：マイケル・バートン、マット・マクマヌス
- 撮影：ジェームズ・グレノン
- SFX：ピーター・ドーネン
- 音楽：アラン・シルヴェストリ
- 美術：ウィリアム・J・クレバー
- 編集：ジェフ・ガーソン

### 日本語版制作スタッフ
※テレビ版
- 演出：長野武二郎
- 翻訳：和島陽子
- 選曲：河合直
- 調整：遠西勝三
- 効果：南部満治、大橋勝次
- 制作：ニュージャパンフィルム